# Polisportiva Vis Pesaro 1940-1941
Questa voce raccoglie le informazioni riguardanti la Polisportiva Vis Pesaro nelle competizioni ufficiali della stagione 1940-1941.

## Rosa
| N. |                   | Ruolo | Calciatore         |
| -- | ----------------- | ----- | ------------------ |
|    | Italia (bandiera) | A     | Rino Ballabeni     |
|    | Italia (bandiera) | C     | Giuseppe Bartoli   |
|    | Italia (bandiera) | D     | Carlo Balzani      |
|    | Italia (bandiera) | A     | Ottorino Bocchioli |
|    | Italia (bandiera) | C     | Wladimiro Cacciari |
|    | Italia (bandiera) | C     | Carlo Cangiotti    |
|    | Italia (bandiera) | P     | Alberto Copponi    |
|    | Italia (bandiera) | D     | Silvio Di Giorgio  |

| N. |                   | Ruolo | Calciatore      |
| -- | ----------------- | ----- | --------------- |
|    | Italia (bandiera) | D     | Agide Fava      |
|    | Italia (bandiera) | D     | Ettore Ferri    |
|    | Italia (bandiera) | P     | Alfio Glumbini  |
|    | Italia (bandiera) | C     | Bruno Maffi     |
|    | Italia (bandiera) | C     | Elio Mancini    |
|    | Italia (bandiera) | D     | Osvaldo Pagnini |
|    | Italia (bandiera) | A     | Ezio Pepe       |
|    | Italia (bandiera) | D     | Adriano Rubini  |